# Enric Mestre i Vinyals
Enric Mestre i Vinyals (La Pobla de Segur, Pallars Jussà, 1856 - Bellmunt del Priorat, Priorat, 1928) va ésser un notari que exercí a Isona, Ulldecona, Tivissa, Rubí, Vilanova i la Geltrú, Falset, Vilafranca del Penedès, Sòria, Osca, Saragossa i València.
A finals del segle xix es relacionà amb José Canalejas Méndez i, dins el catalanisme polític i sota el patronatge de la Unió Catalanista, fou designat delegat a les Assemblees de Manresa (1892), Balaguer (1894), Olot (1895), Terrassa (1901) i Barcelona(1904).
En produir-se l'escissió del moviment catalanista, va participar, com a president de l'Associació Catalanista de Vilanova i la Geltrú, en un acte a favor de la Unió Catalanista (juliol del 1901) però, a finals d'aquell mateix any, prestà suport als regidors regionalistes que havien resultat elegits en els comicis municipals.